# Чисть (Минская область)
Чисть (бел. Чысць) — посёлок в Молодечненском районе Минской области Беларуси. Административный центр Чистинского сельсовета. Расположен в 19 километрах на юго-востоке от Молодечно, в 59 километрах на северо-западе от Минска, в 4,5 километрах от железнодорожной станции Уша.

## История
Посёлок возник в середине 1950-х годов на месте месторождения торфа. В 1955 году построено торфопредприятие «Чисть» (добыча торфа велась до середины 80-х годов). В 1984 году, для обеспечения занятости жителей в условиях истощения залежей торфа, началось строительство большого домостроительного комбината. С 24 декабря 1991 года — центр Чистинского сельсовета, в состав которого вошли 2 деревни: Осовец, Черты. В 1990-е годы построены дома для переселенцев из Чернобыльской зоны. В 1996 году была возведена Николаевская церковь.

## Население
| Численность населения (по годам) | Численность населения (по годам) | Численность населения (по годам) | Численность населения (по годам) | Численность населения (по годам) | Численность населения (по годам) |
| 1999                             | 2003                             | 2009                             | 2012                             | 2015                             | 2019                             |
| -------------------------------- | -------------------------------- | -------------------------------- | -------------------------------- | -------------------------------- | -------------------------------- |
| 4 616                            | ▲5 093                           | ▲5 422                           | ▲6 029                           | ▼6 159                           | ▼5 942                           |

## Инфраструктура
В посёлке размещены: завод строительных конструкций, завод кровельной черепицы, деревообрабатывающий завод, завод сухих смесей, ЗАО «Стеклолюкс», зверохозяйство «Чисть», ЖКХ, ОАО «Забудова», средняя школа и школа искусств, Дом культуры, библиотека, отделение связи, крупный строительный магазин, 2 детских сада, больница, аптека, амбулатория, 2 кафе, банк, комплексно-приёмный пункт, швейное предприятие «Ачоса».

## Культура
- Дом культуры[7]
- Музей ГУО «Чистинская средняя школа Молодечненского района»

## События и мероприятия
- В 1999 году прошёл фестиваль «Адна зямля»
- В 2023 году прошло мероприятие «Дажынки»

## Достопримечательность
- Свято-Николаевская церковь.
- Мурал на стене офисного здания ОАО «Забудова». Художник изобразил белорусский орнамент с сюжетом на бытовую тему из сельской жизни.

### Памятник, скульптура
- Памятник В. И. Ленину.
- Памятник солдатам великой победы воинам-интернационалистам.

## Галерея

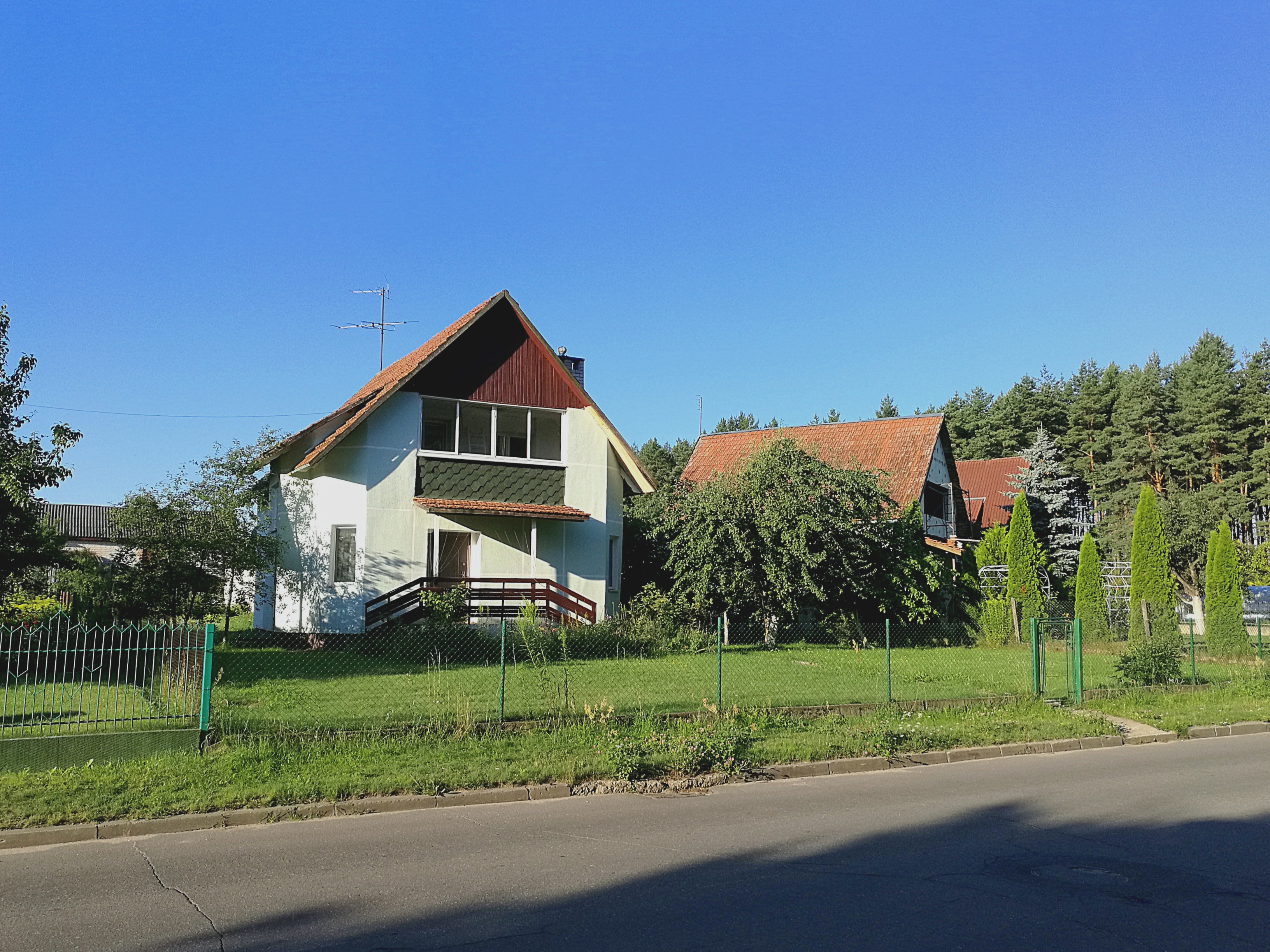
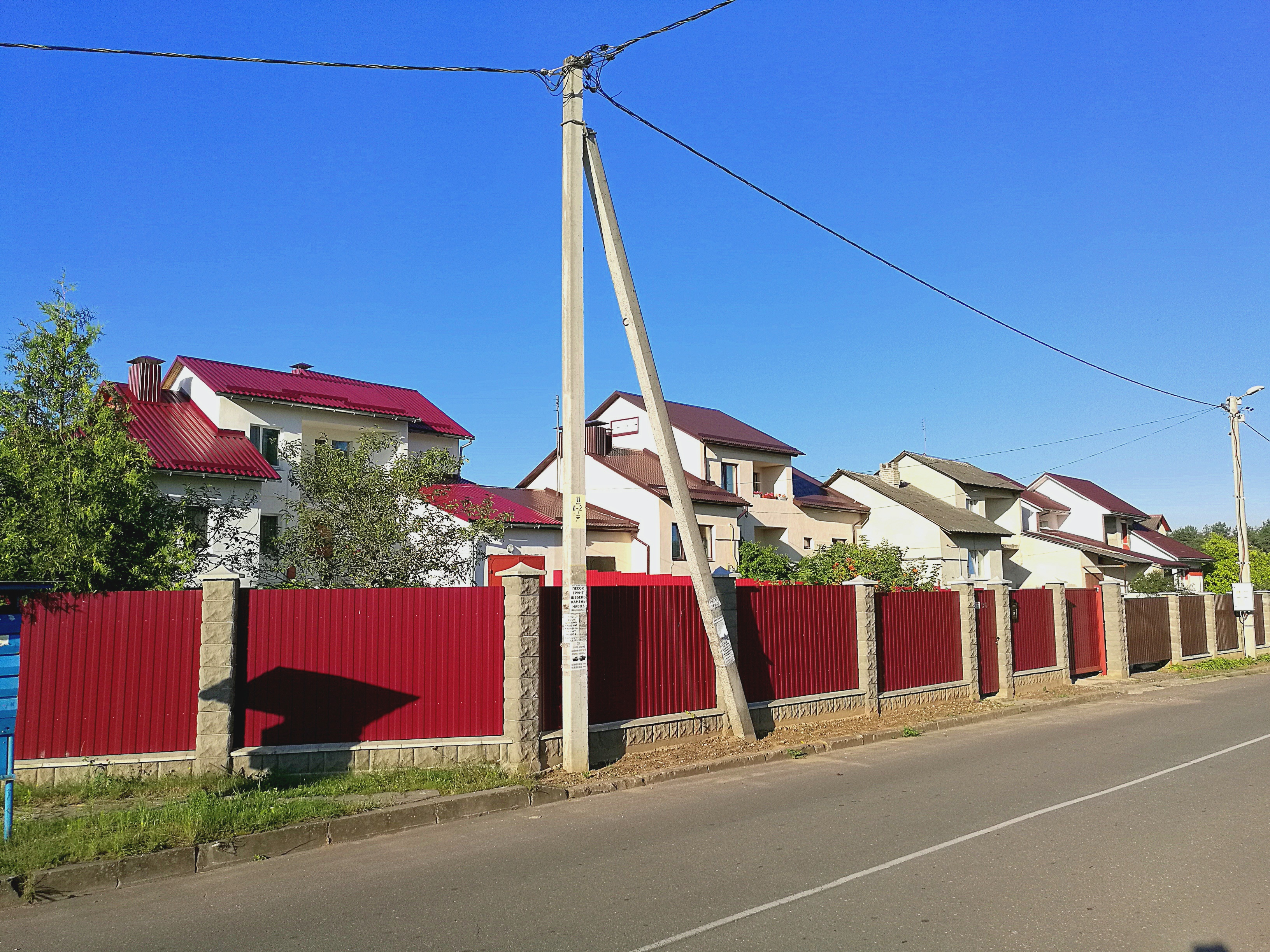
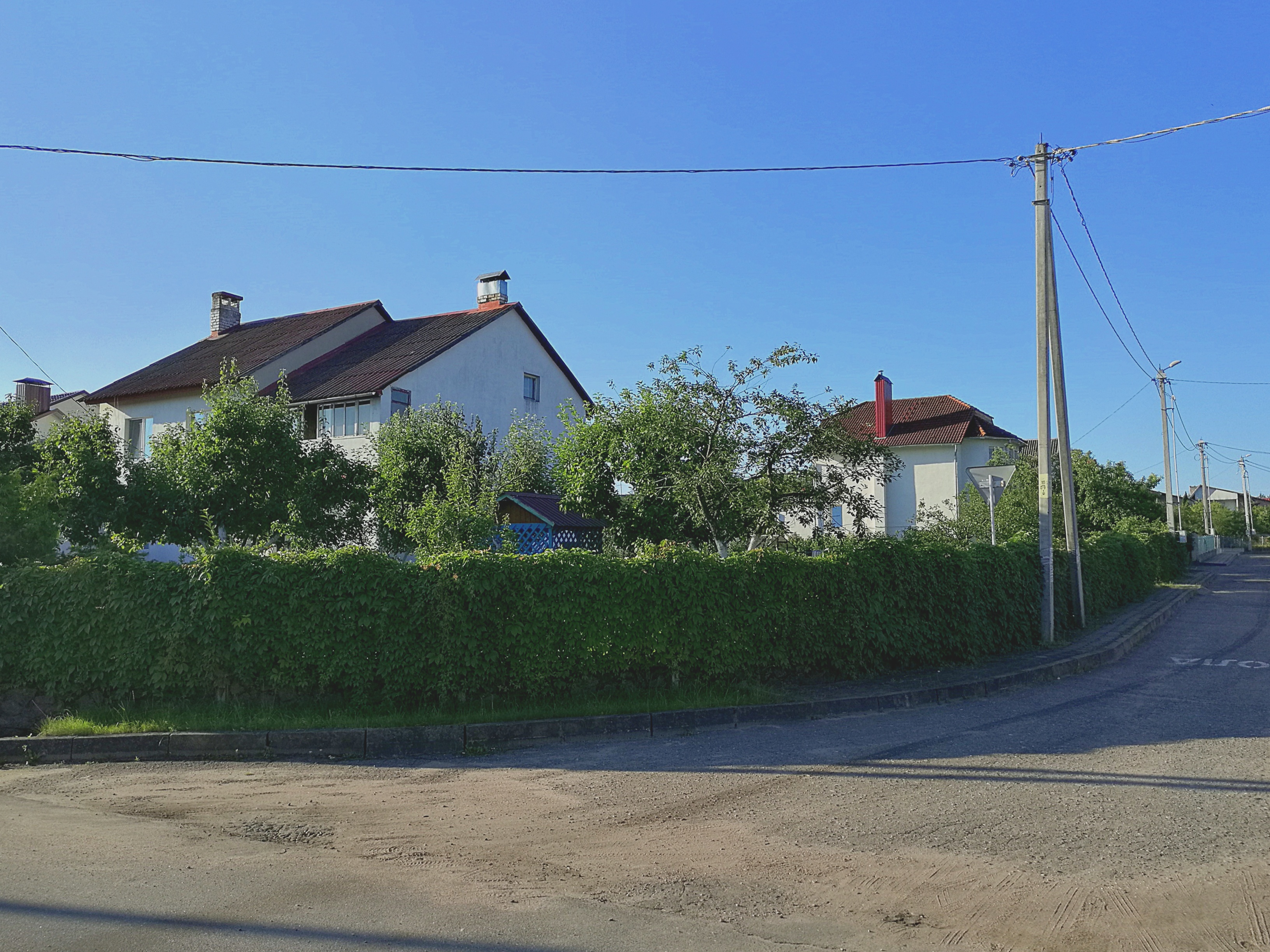
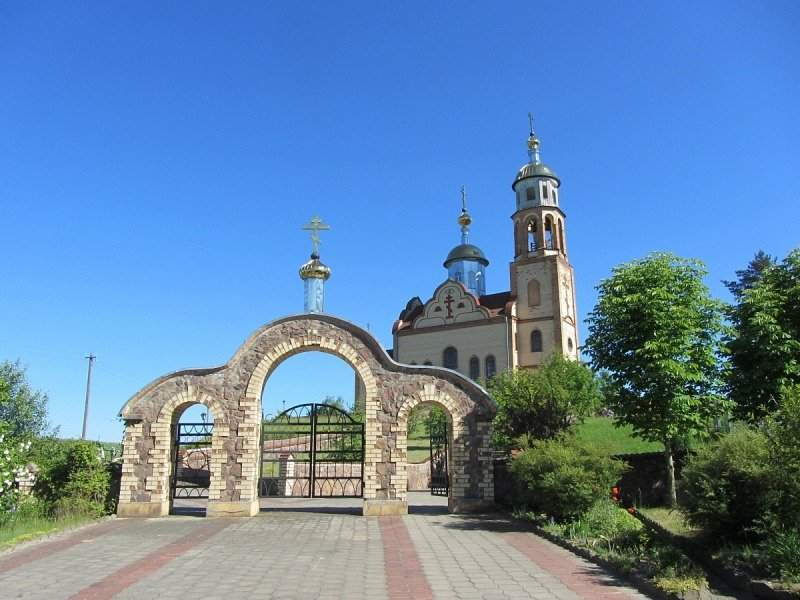
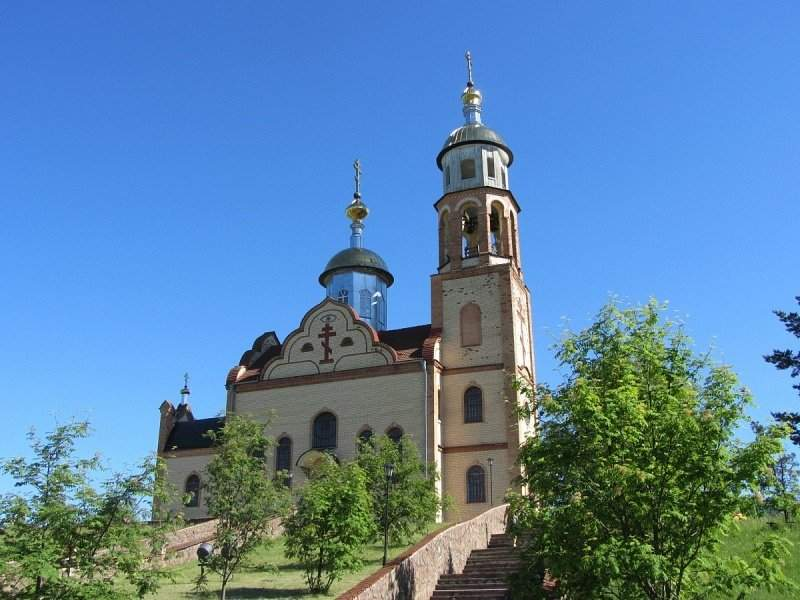
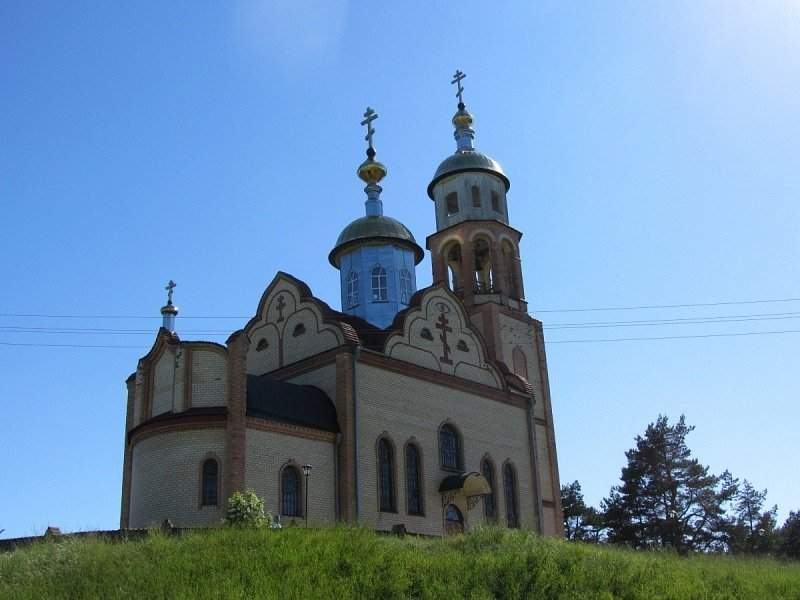
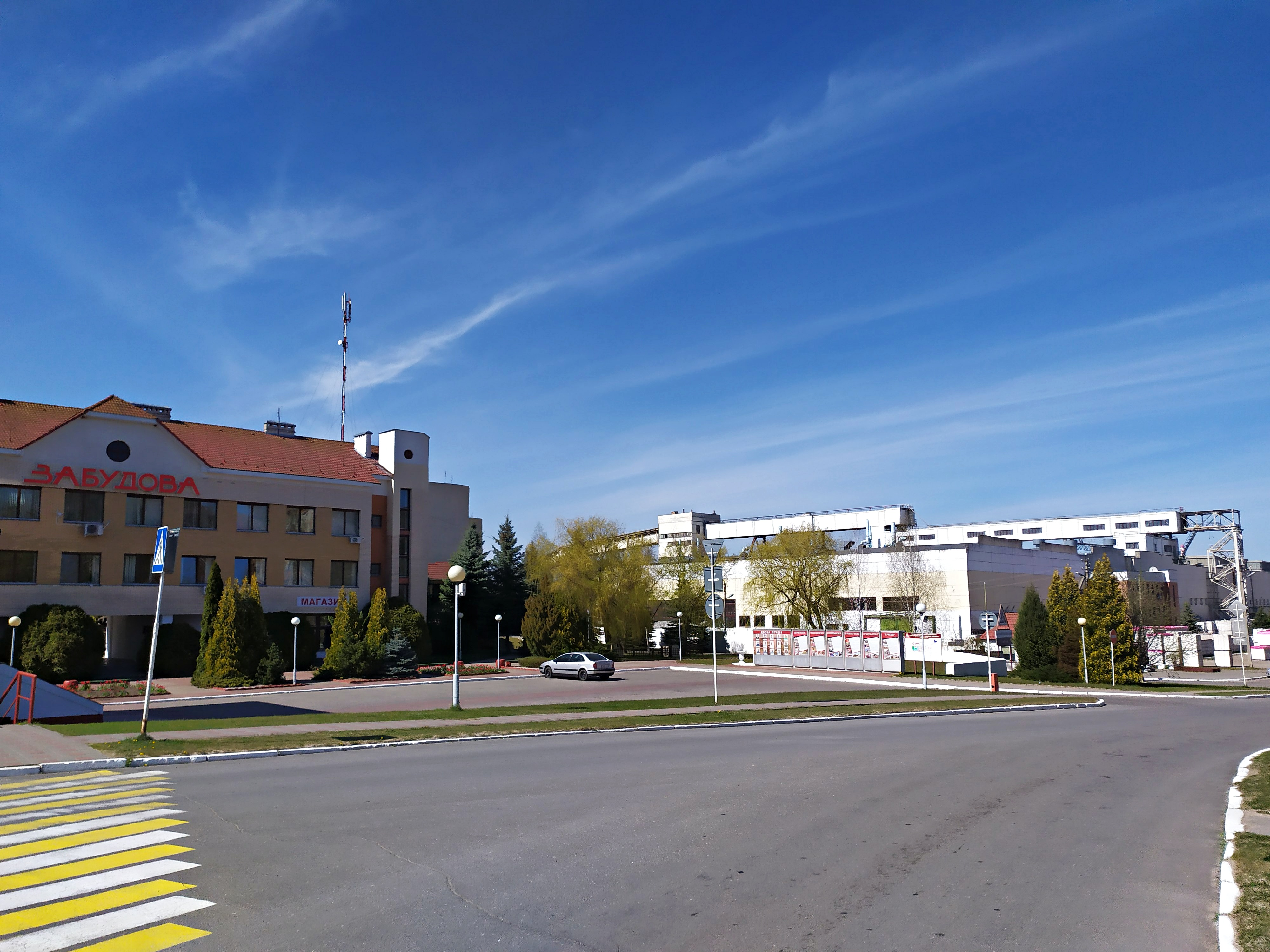
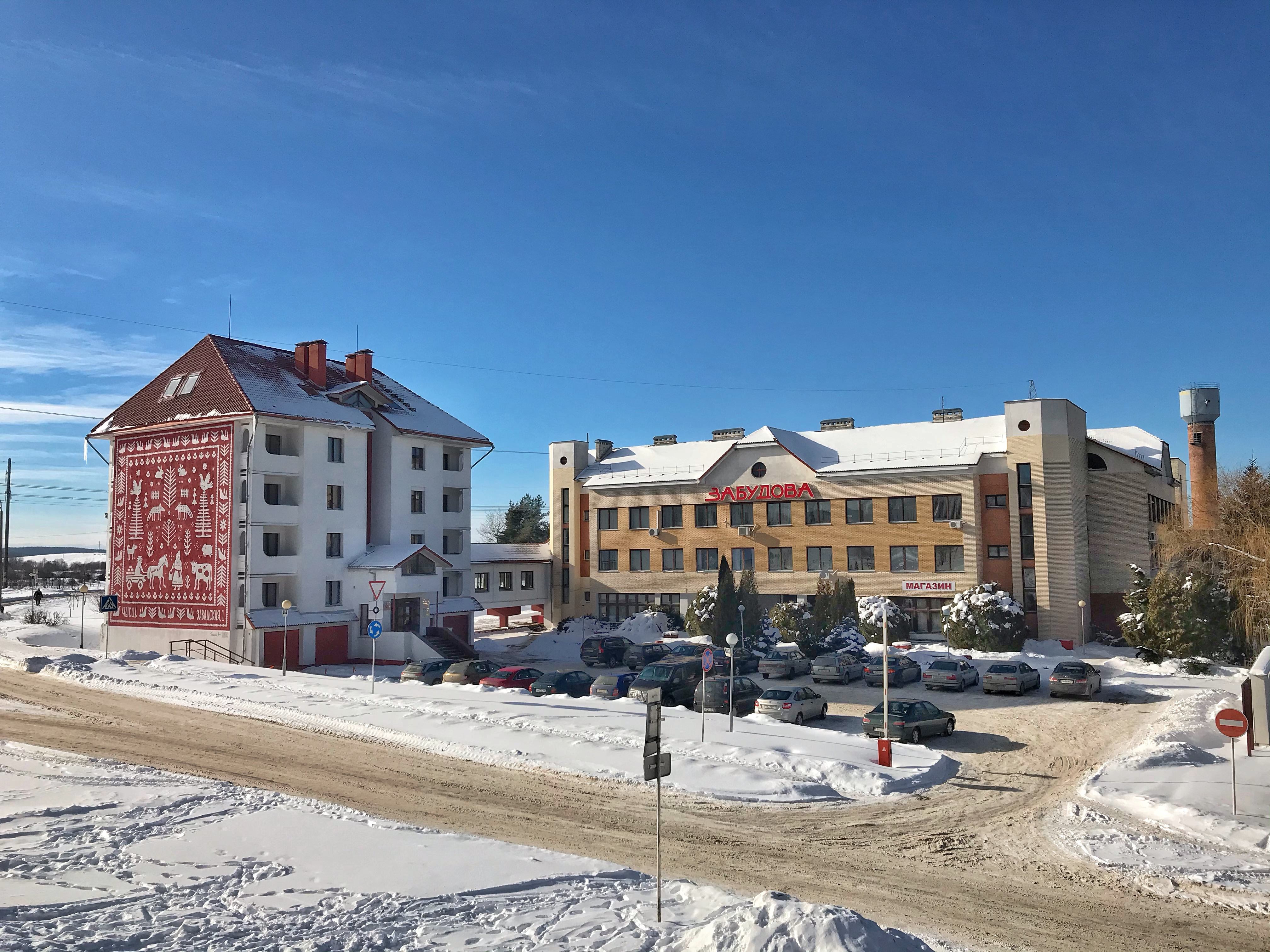
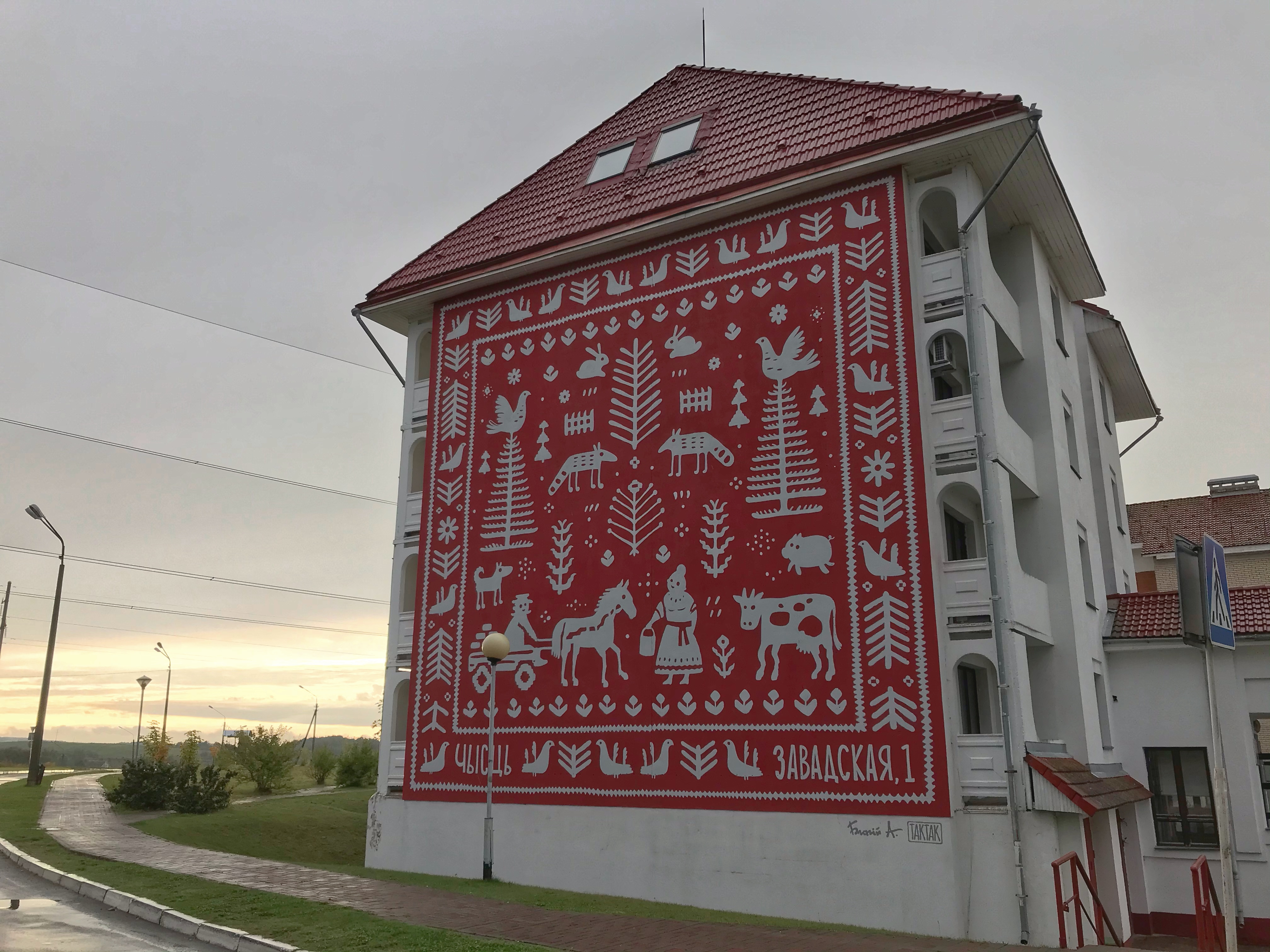
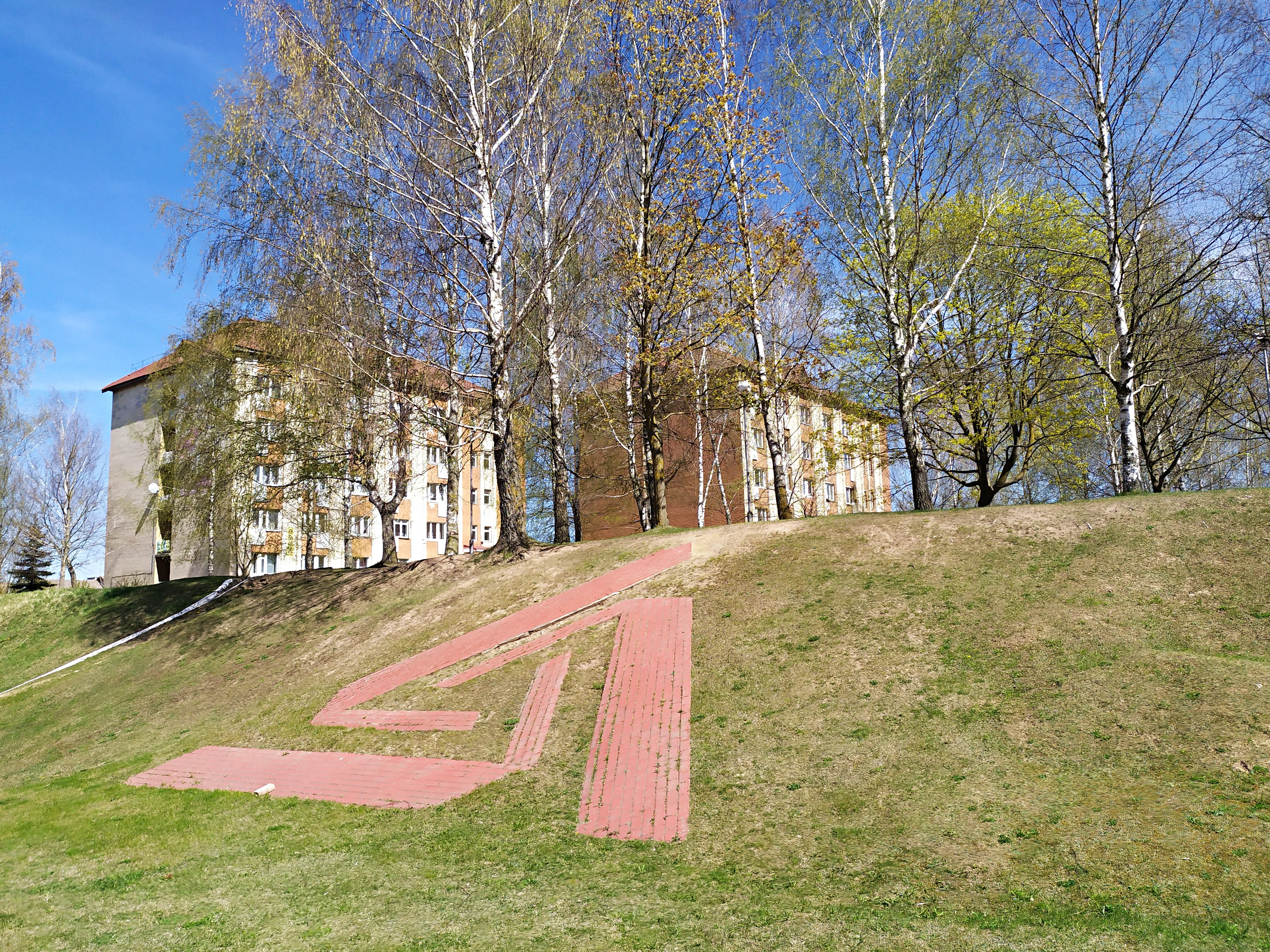
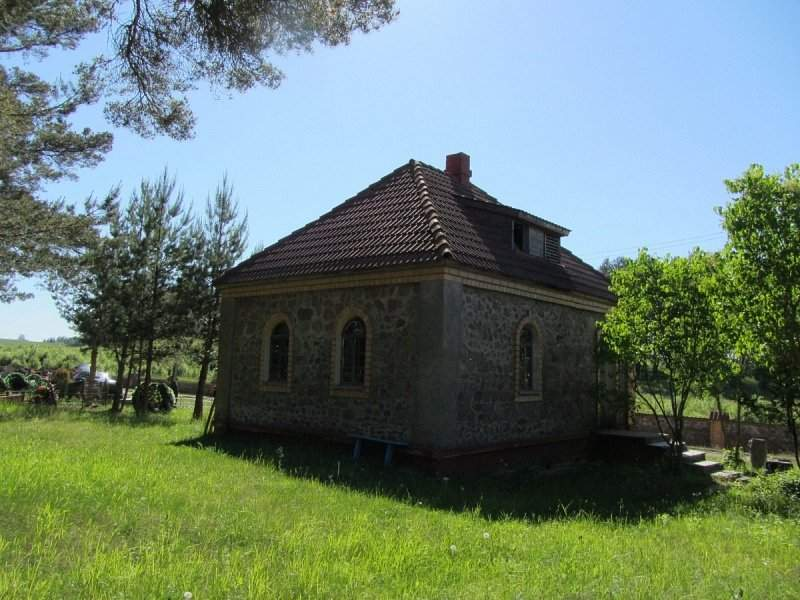
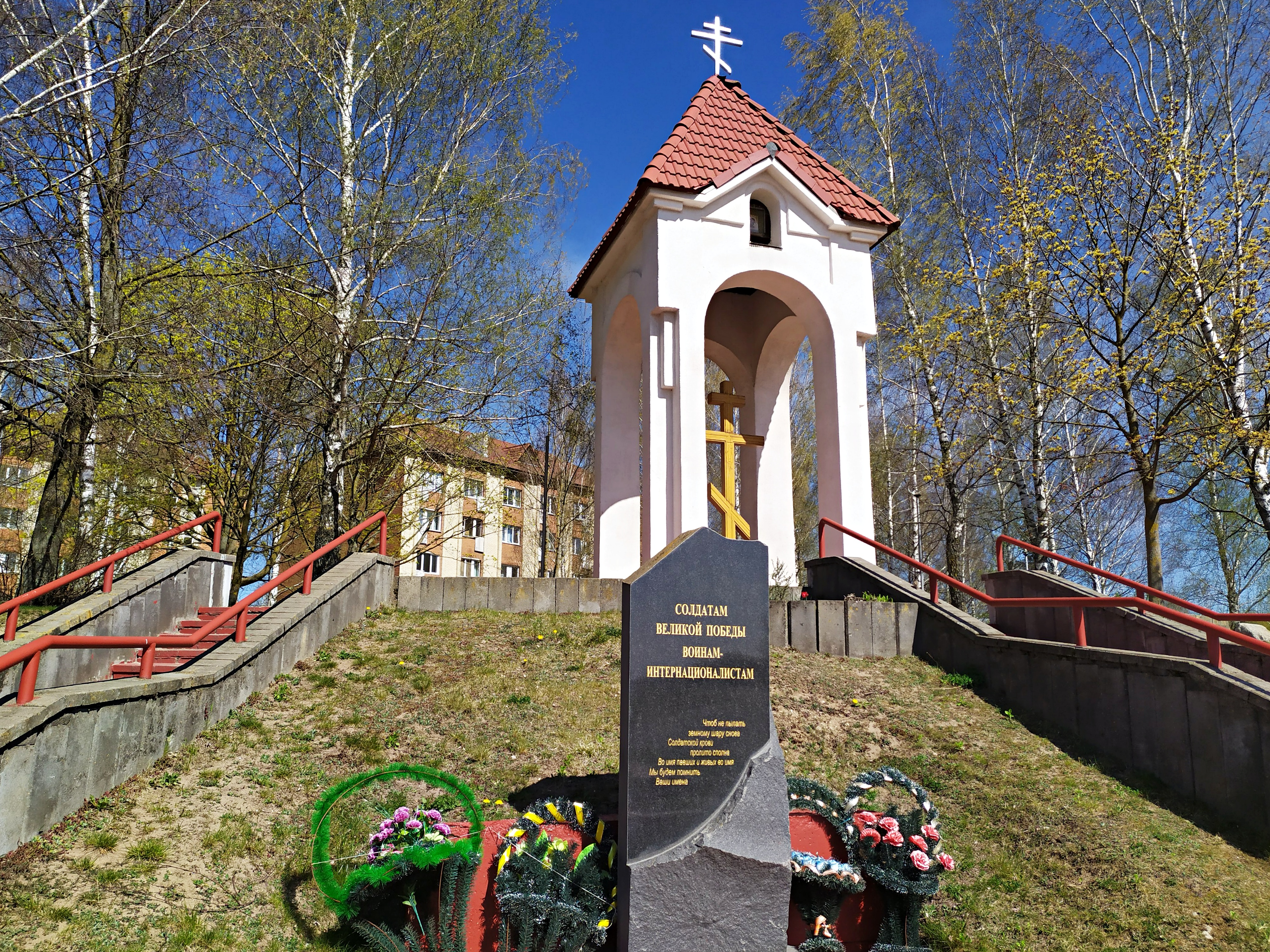
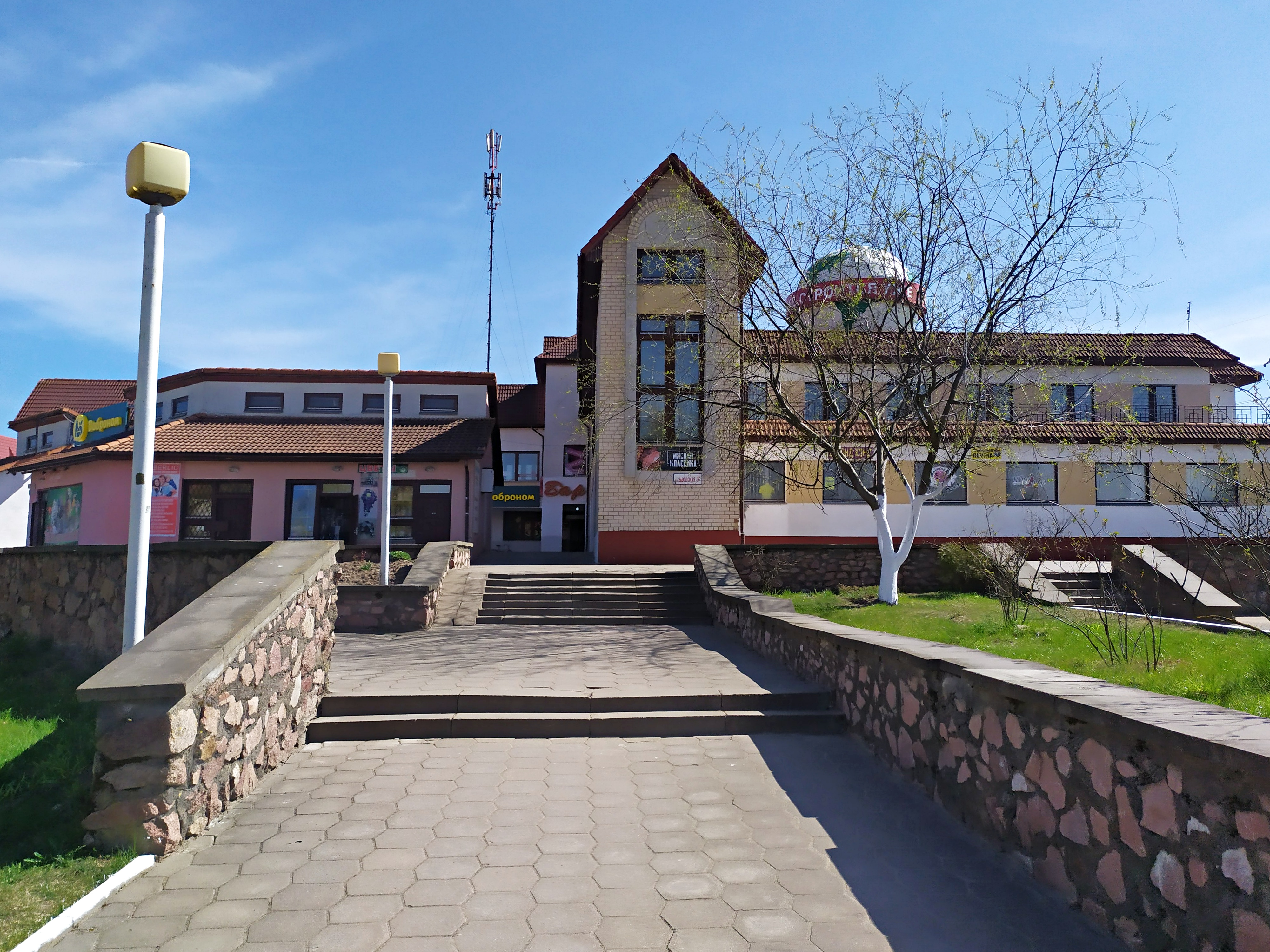
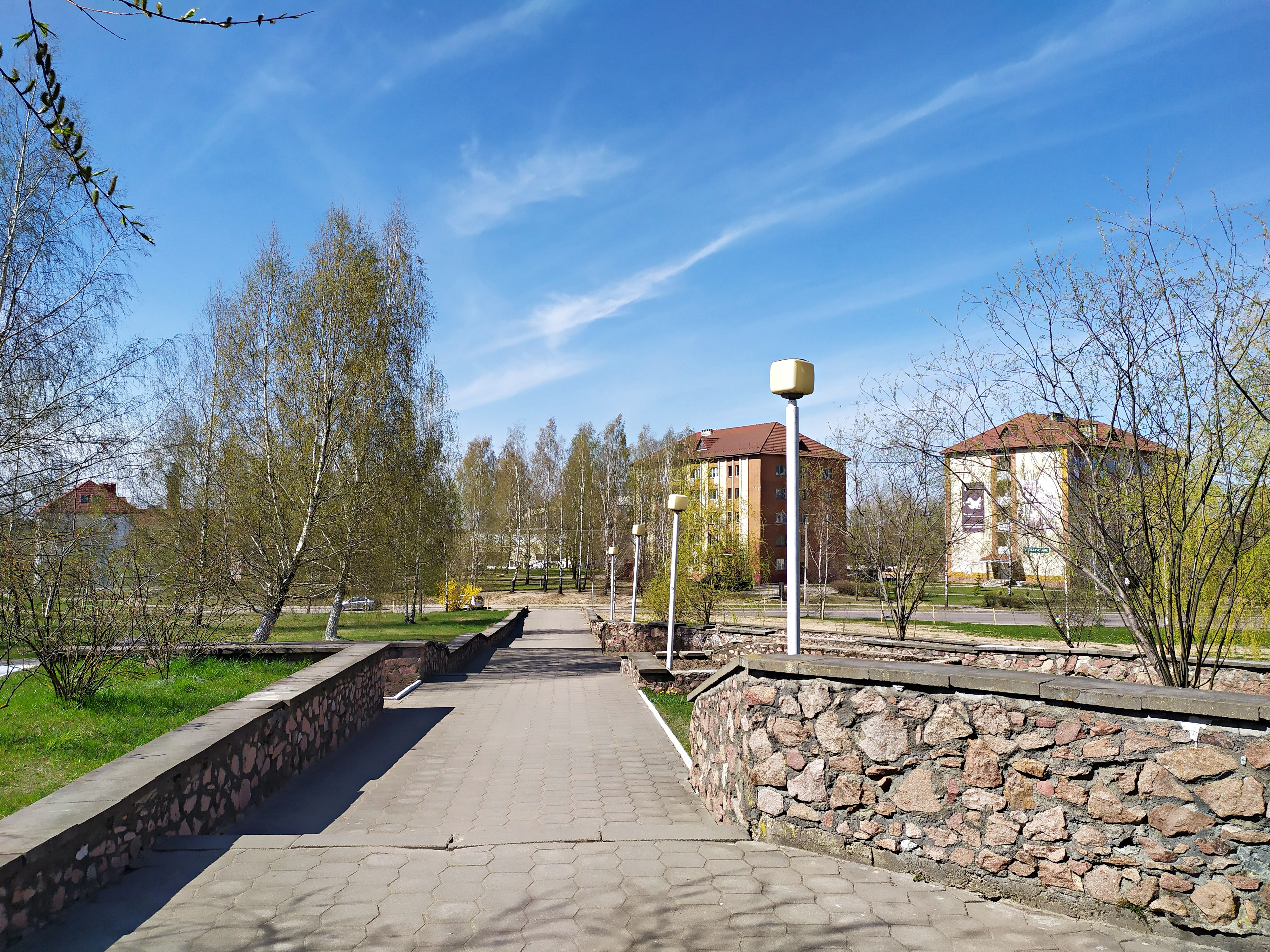
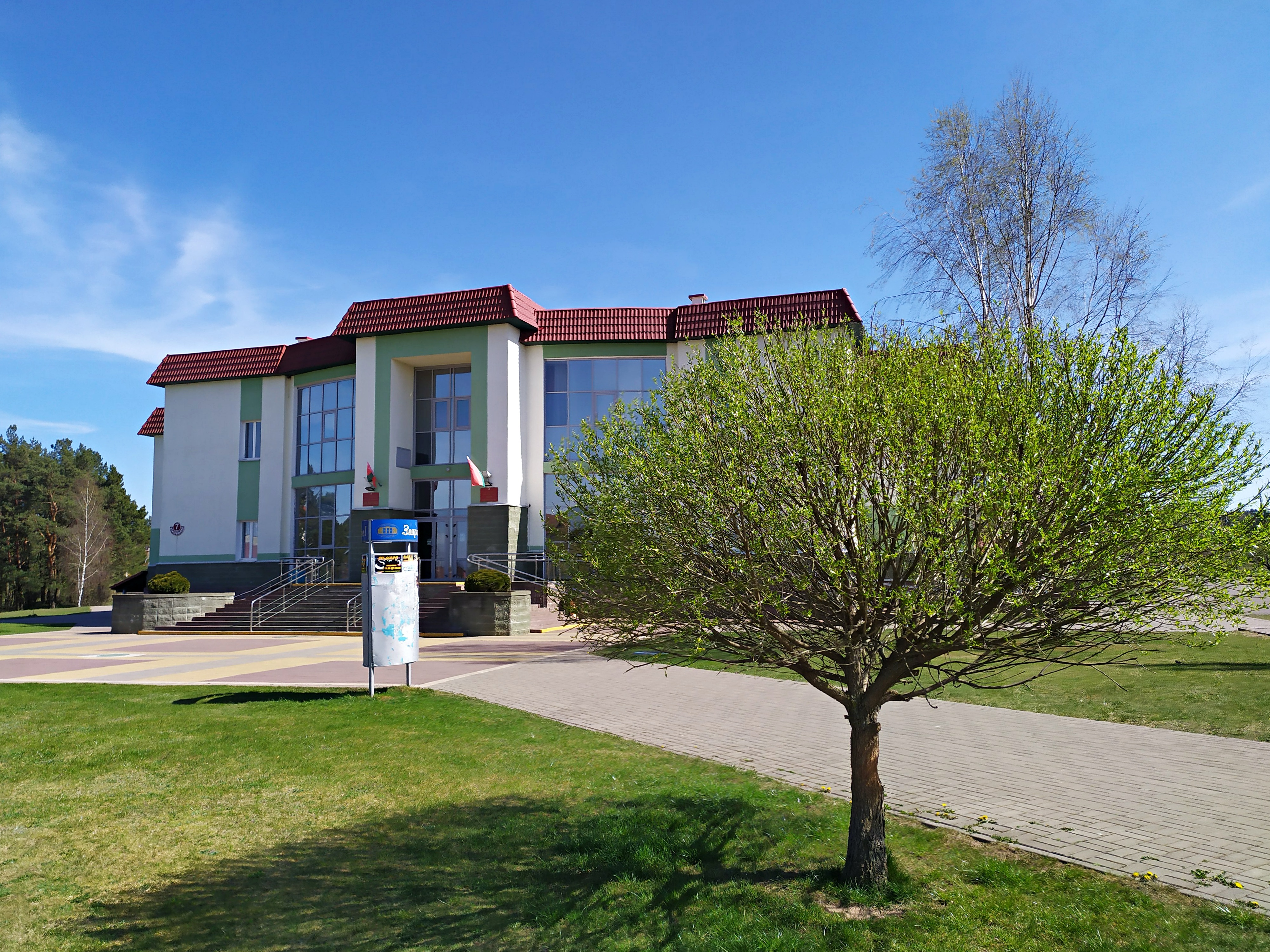
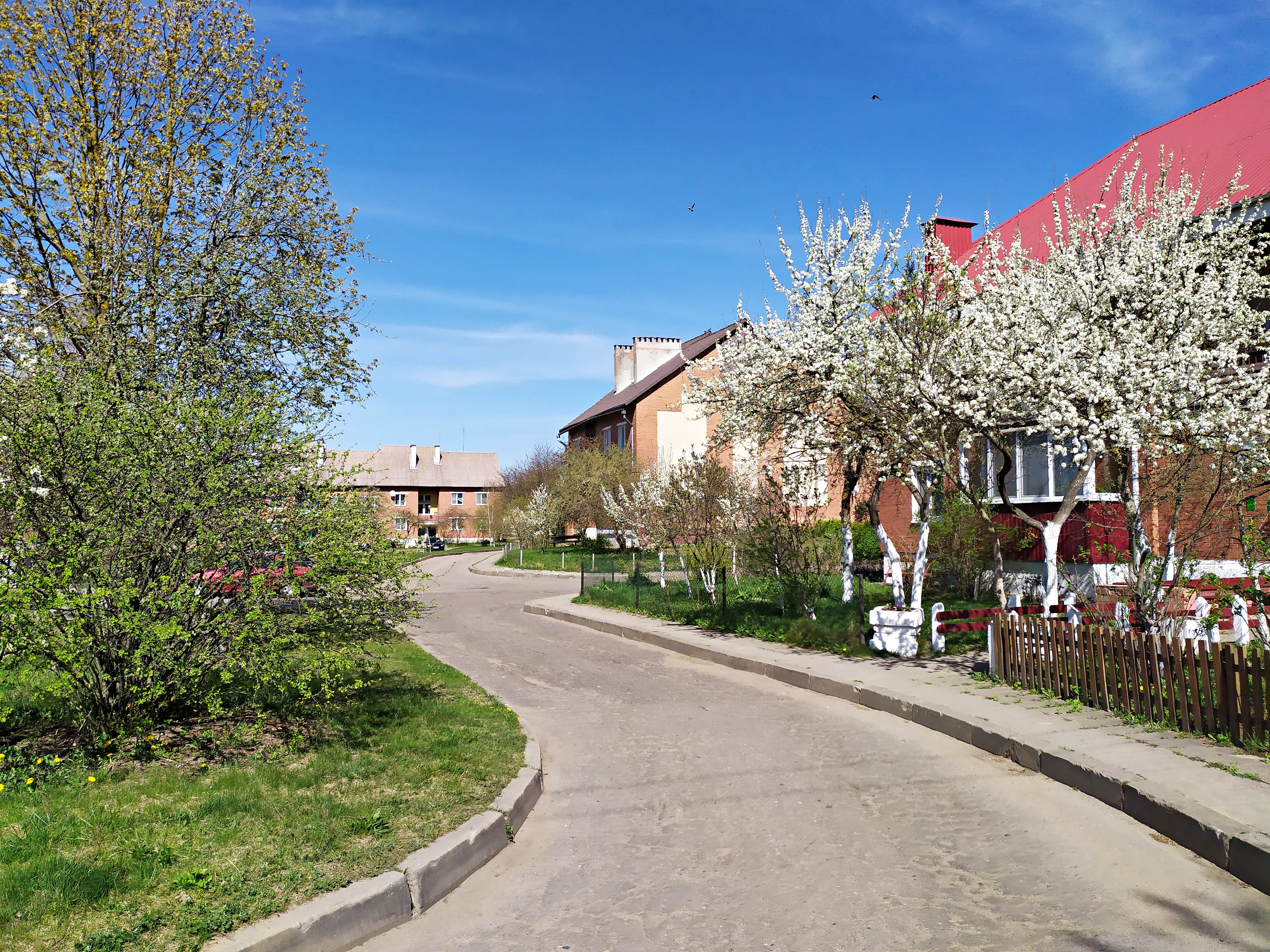
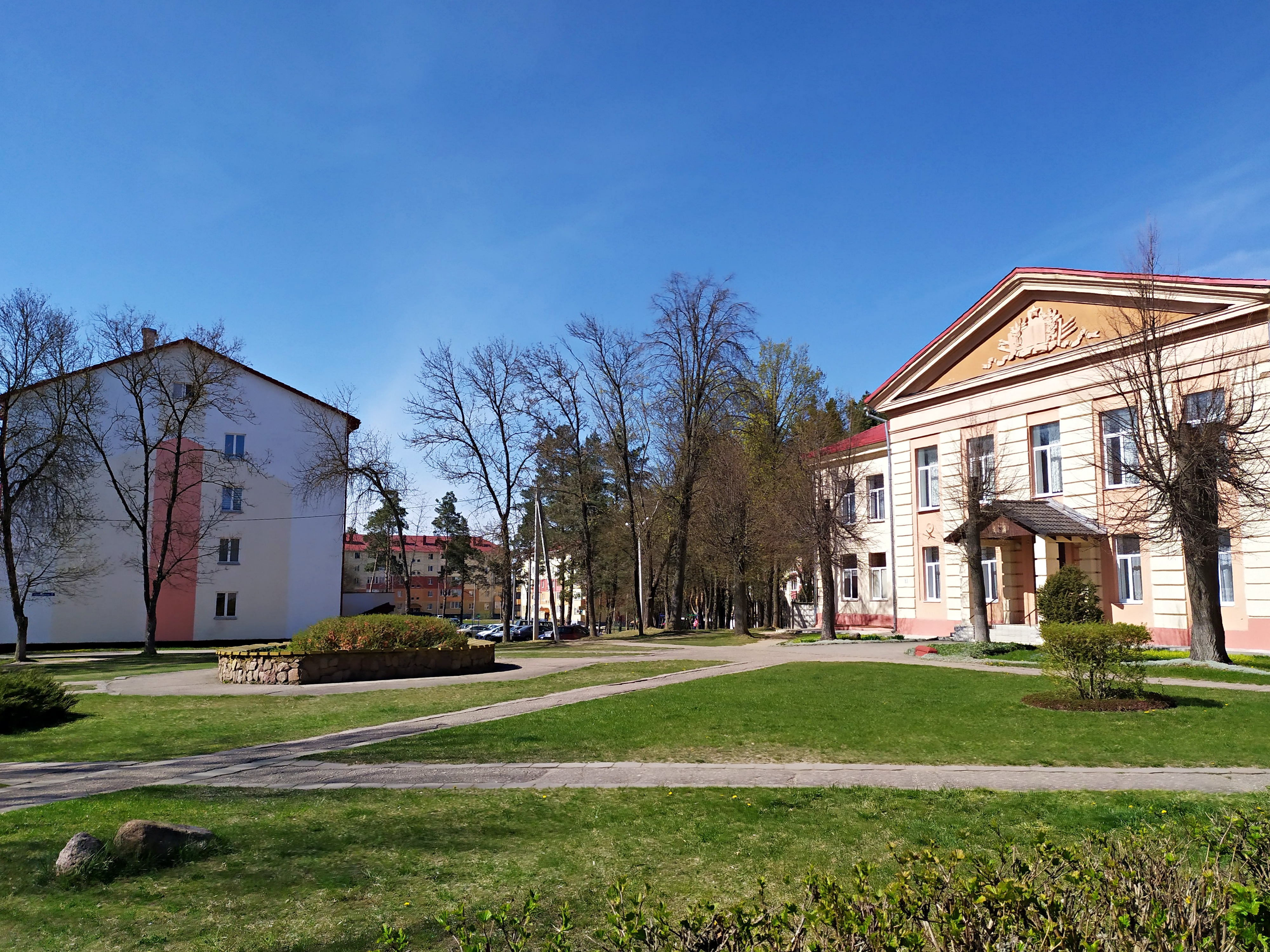
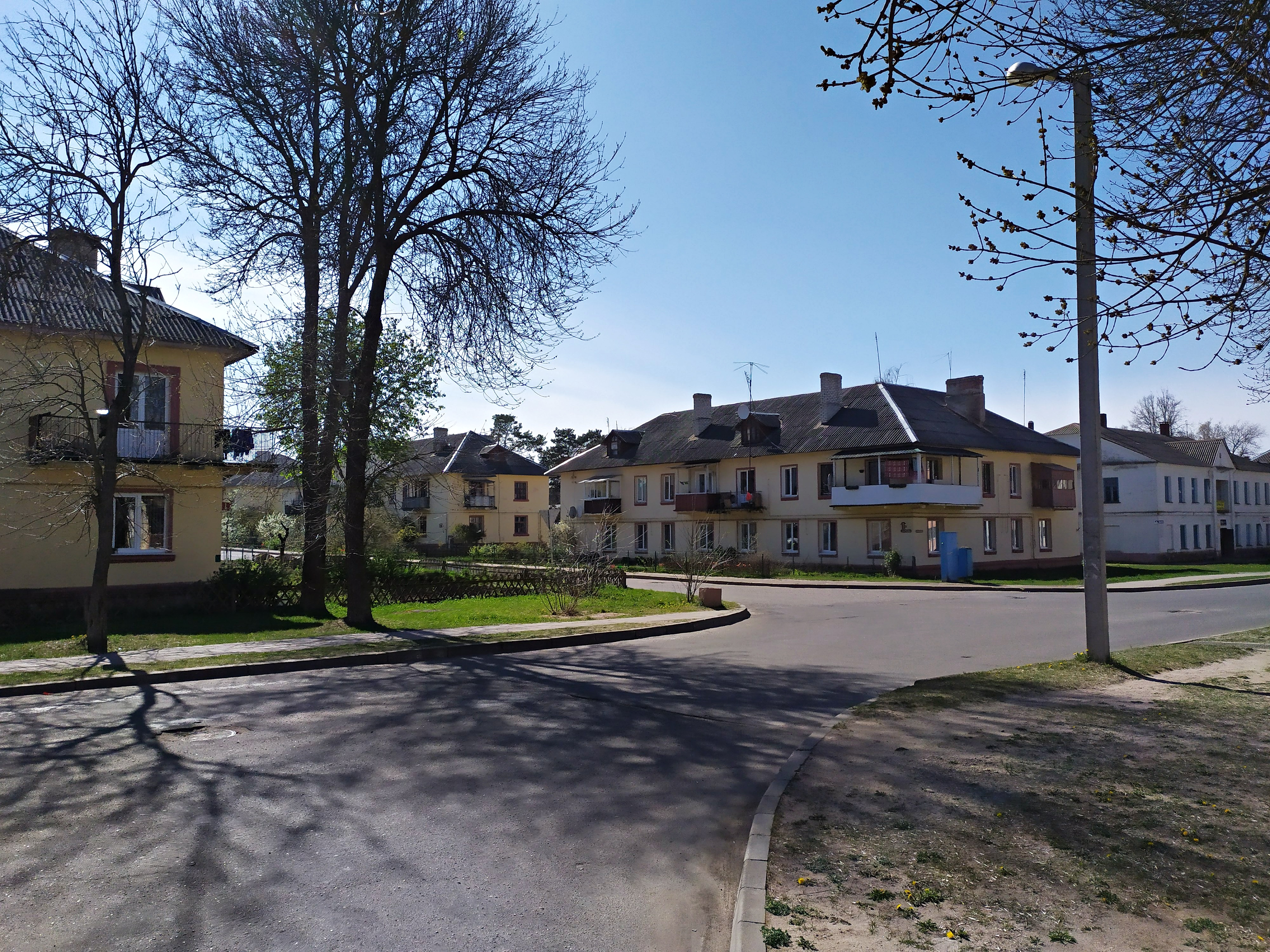
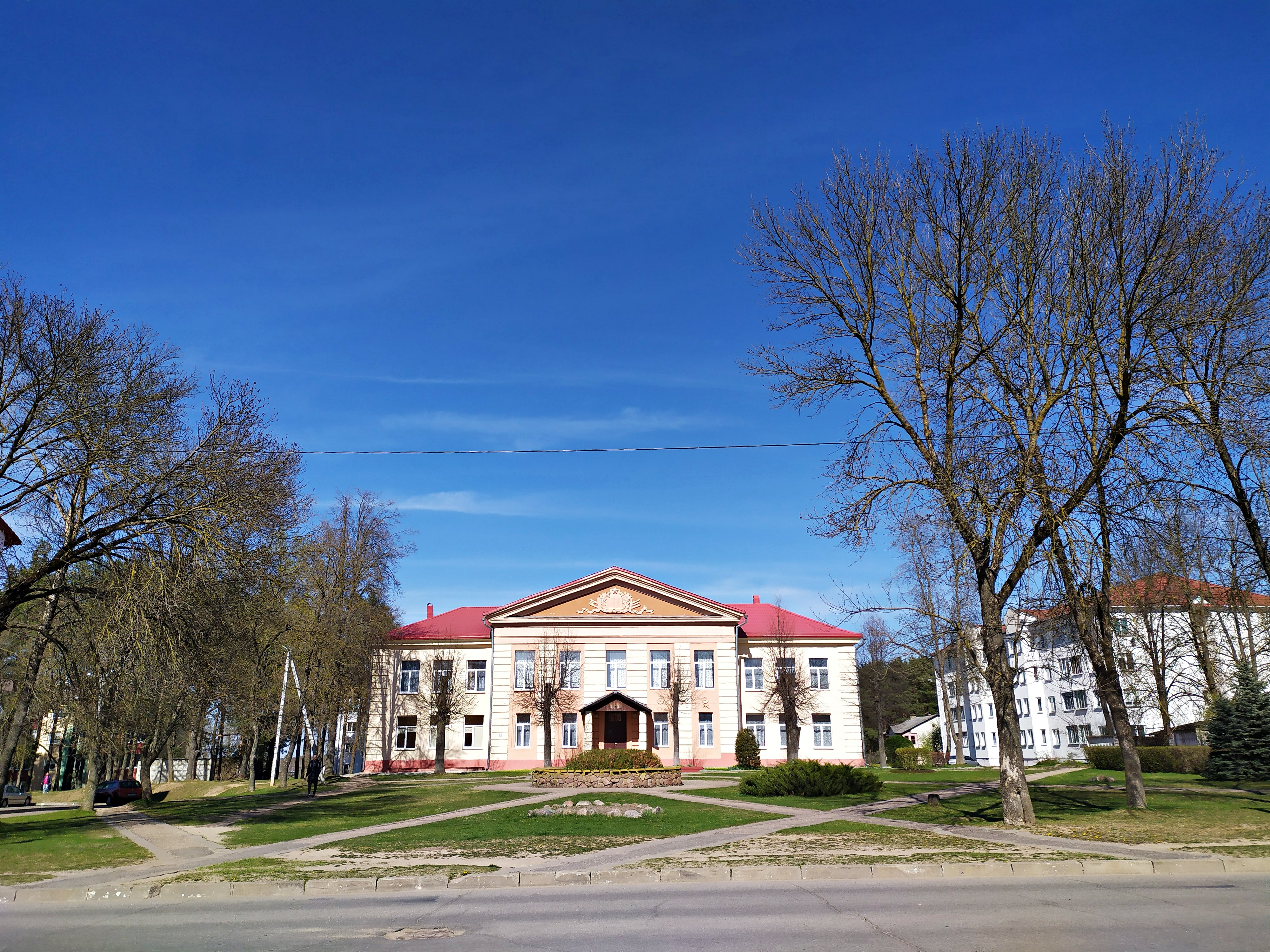
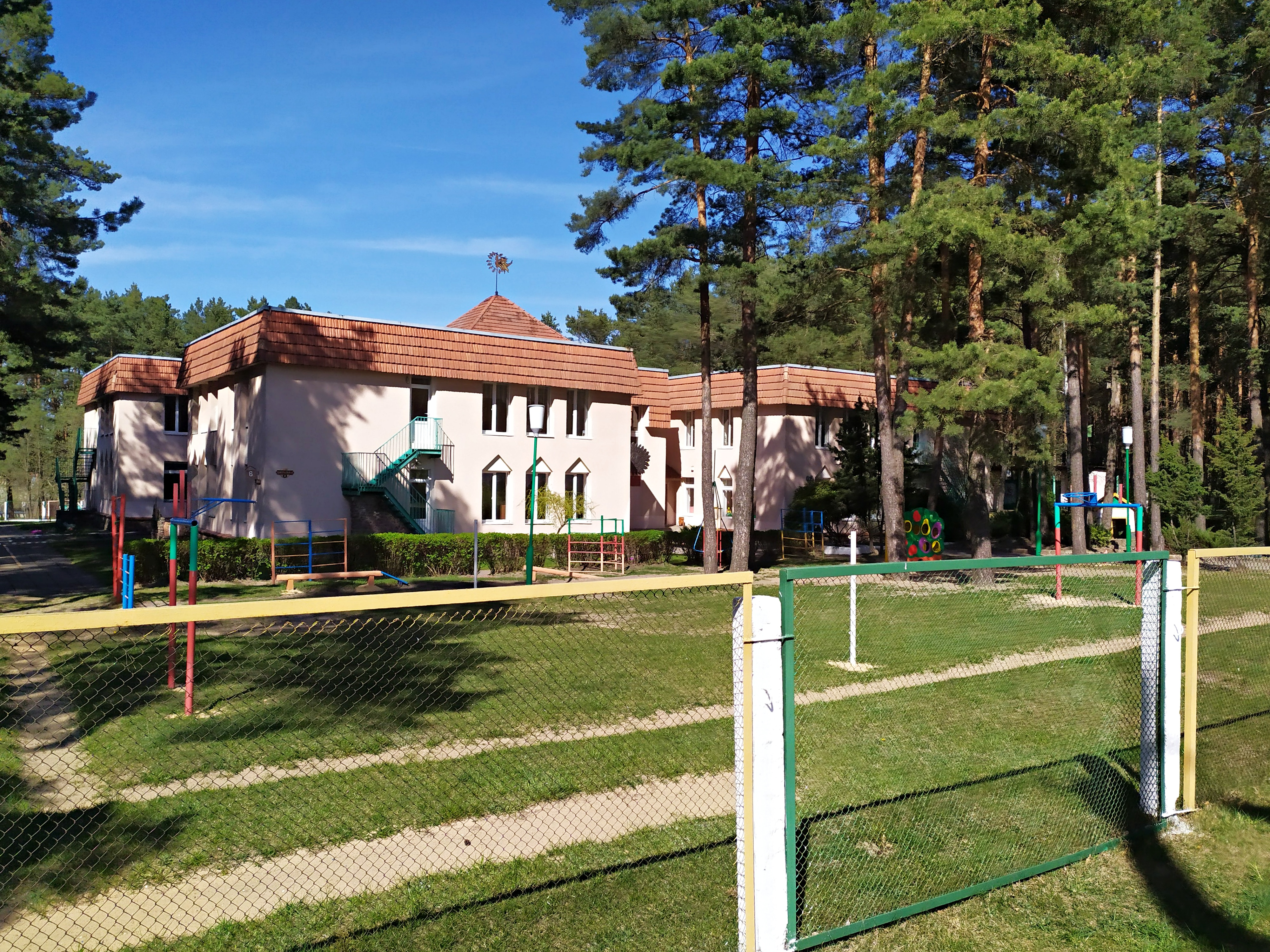
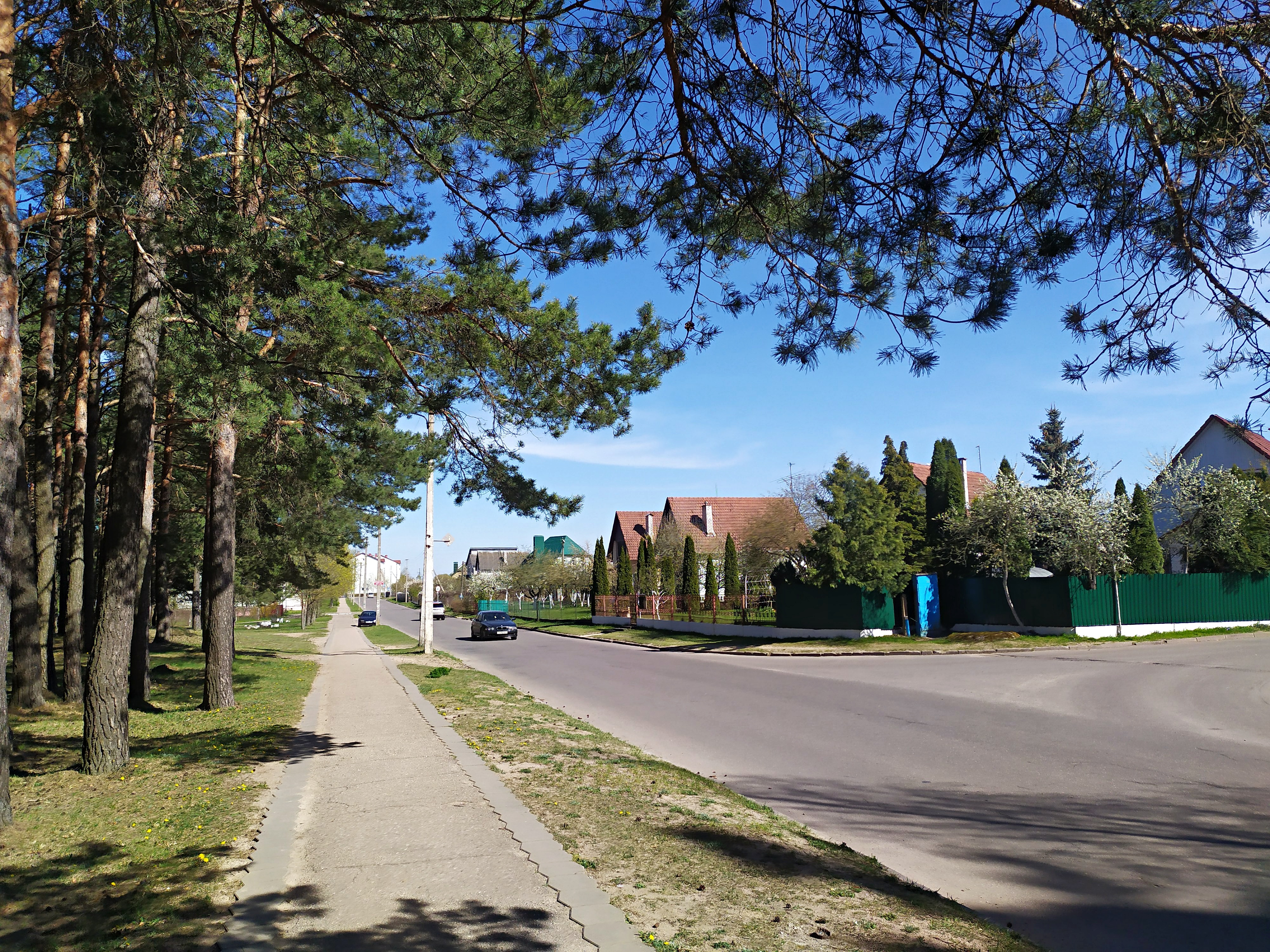
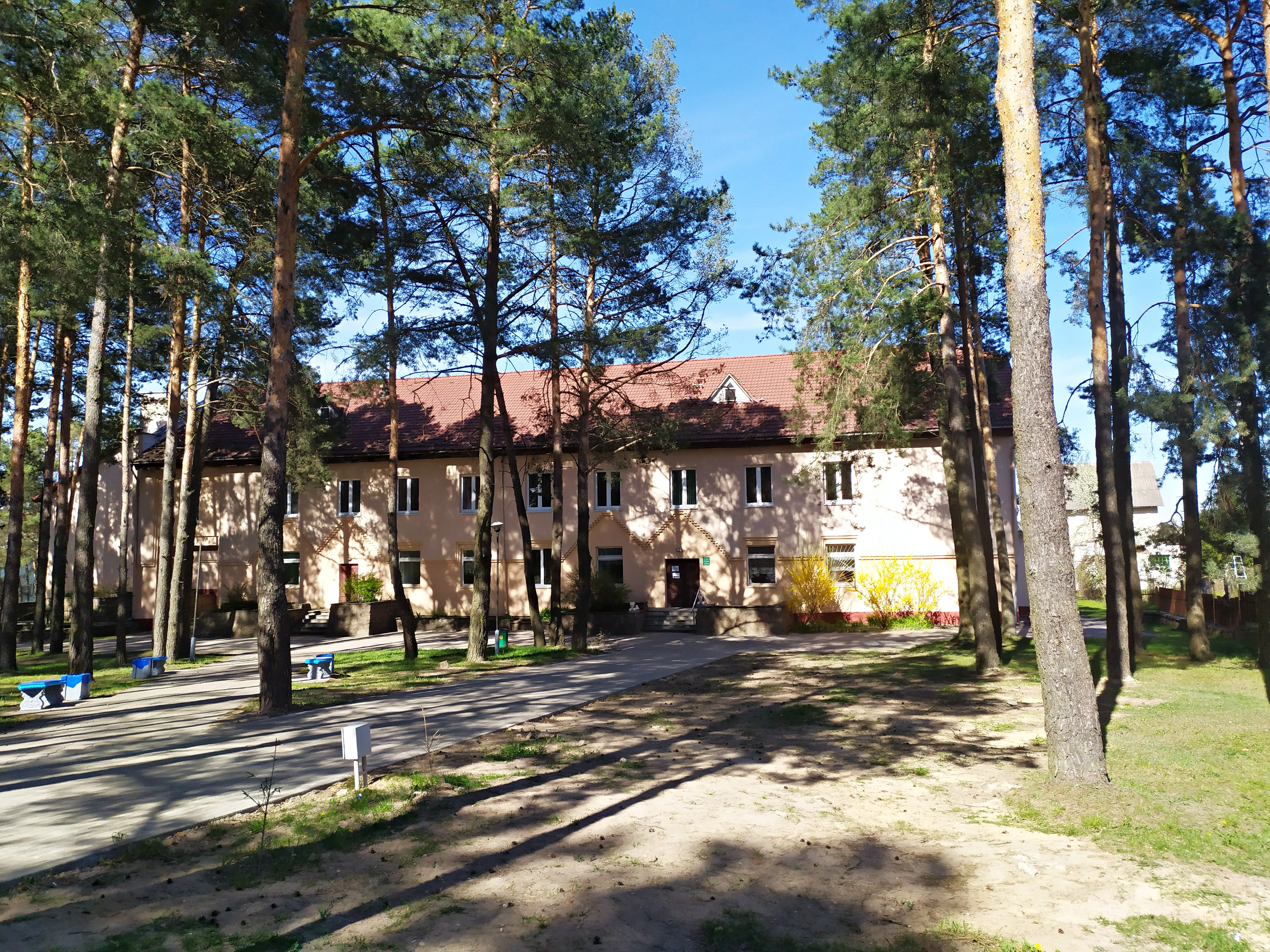

## Спорт
Футбольный клуб «Чисть», основанный в 1998 году, выступал во второй лиге Беларуси на стадионе «Школьный».
Работает танцевально-спортивный клуб «Starway», основанный в 2019 году.
Школа кик-боксинга и тайского бокса основана Пантюховым М. А. в 90-х годах.
-Римской борьбы основан Сафроновым С. М. в 90-х годах.